# پلاتو، میزوری
پلاتو (به انگلیسی: Plato) یک شهرک در ایالات متحده آمریکا است که در میزوری واقع شده‌است. پلاتو ۰٫۹۸ کیلومتر مربع مساحت و ۱۰۹ نفر جمعیت دارد.